# James Stuart Beddie
James Stuart Beddie (* 29. Juli 1902 in St. Paul (Minnesota); † 23. Oktober 1988 in Santa Barbara (Kalifornien)) war ein US-amerikanischer Historiker.
Beddie besuchte die Schule in St. Paul und studierte am Macalister College seiner Heimatstadt und an der University of Minnesota Geschichte und Altphilologie mit dem Bachelor-Abschluss 1922. Danach war er Lehrer, bevor er sein Studium an der Harvard University fortsetzte, wo er neben Geschichte und klassischen Sprachen auch Deutsch studierte. 1928 wurde er promoviert mit einer Dissertation in Mittelaltergeschichte (Libraries in the Twelfth Century: Their Catalogs and Contents). Danach war er Professor an der Upper Iowa University in Fayette (Iowa) und am Dakota State Teachers College in Minot. 1931 besuchte er mit einem Stipendium Europa und besonders Deutschland um über mittelalterliche Bibliotheken und ihre Kataloge zu forschen, begann sich dort aber für Zeitgeschichte zu interessieren. 
Bei der Rückkehr in das von der Großen Depression gezeichnete Amerika unterrichtete er wieder an kleineren Colleges und nahm 1936 eine Stelle als Historiker beim US-Außenministerium an, wo er an Veröffentlichungen von Dokumenten zur Außenpolitik beteiligt war, unter anderem zur Pariser Friedenskonferenz 1919. Ab 1942 arbeitete er für das Office of Naval Intelligence in Washington D. C., England und im besetzten Deutschland. Er war 1948 mit Raymond Sontag Herausgeber des Dokumentationsbandes Nazi-Soviet Relations 1939-1941. 1953 gab er den Menschenrechtsbericht zu den USA an die Vereinten Nationen für 1951 heraus. Von 1956 bis 1958 war er amerikanischer Verbindungsmann zum englischen German Document in Whaddon Hall und 1959 bis 1962 leitete er das Berlin Document Center. In den 1950er-Jahren war er auch ein Jahr beurlaubt vom Außenministerium um Sprache, Geschichte und Kultur von Schweden und Norwegen in Oslo und Stockholm zu studieren (seine Mutter hatte schwedische Vorfahren). 
1962 ging er beim Außenministerium in den Ruhestand und lehrte noch bis 1968 an verschiedenen Colleges (Iowa Wesleyan, Westminster College (Pennsylvania), Fort Lewis State College (Durango, Colorado)), bevor er nach Santa Barbara zog. 